# Рольнова, Клавдия Ивановна
Клавдия Ивановна Рольнова (1934 — 2019) — советский слесарь-сборщик в системе электронной промышленности. Герой Социалистического Труда (1966).

## Биография
Родилась  26 августа 1934 года в селе Рясы Рязанской области в крестьянской семье.
В 1952 году после окончания семи классов средней школы начала работать на Первом Московском заводе радиодеталей — учеником слесаря. В 1954 году без отрыва от производства окончила десять классов вечерней средней школы и пройдя профессиональную переподготовку стала работать слесарем-сборщиком. С 1961 года руководила участком который работал по доверенности отдела технического контроля и сдавал продукцию с первого предъявления, лично К. И. Рольновой было внесено сорок рационализаторских предложений.
29 июля 1966 года «За выдающиеся заслуги в выполнении плана 1959—1965 годов и создание новой техники» Указом Президиума Верховного Совета СССР Клавдии Ивановне Рольновой было присвоено звание Героя Социалистического Труда. 
С 1969 года  после окончания Московского радиотехнического техникума им. А. А. Расплетина работала производственным мастером, в  производстве экипировки для женщин-космонавтов С. Е. Савицкой и В. В. Терешковой была заслуга и К. И. Рольновой. 8 сентября 1975 года и 10 марта 1981 года «за высокие показатели в труде» К. И. Рольнова была награждена Орденом Трудовой Славы 3-й и 2-й степени.
С 1989 года на пенсии. В 2015 году принимала участие в открытии Мемориального комплекса Героям Красноярского края. Жила в Москве, умерла 5 марта 2019 года в деревне Чащь Волоколамского района Московской области.

## Награды
- Медаль «Серп и Молот» (29.07.1966)
- Орден Ленина (1966)
- Два ордена Трудовой Славы II и III степени (1981, 1975)